# Le Suicide de Lucrèce
Pour les articles homonymes, voir Lucrèce (homonymie).
Le Suicide de Lucrèce est une peinture à l'huile sur panneau réalisée par l'artiste allemand Albrecht Dürer, signée et datée de 1518, et conservée à l'Alte Pinakothek de Munich. Il montre l'héroïne de la Rome antique Lucrèce (morte vers - 510 av. J.C.), épouse de Lucius Tarquinius Collatinus, dans un cadrage haut et étroit, en train de se suicider plutôt que d'affronter la honte d'avoir été violée par son cousin Sextus Tarquinius.

## Description
Lucrèce se tient devant une pièce exiguë et mal éclairée contenant le lit nuptial sur lequel elle a été violée. Elle regarde vers le ciel, comme si elle demandait aux dieux d'être témoin de son suicide. Son visage trahit des sentiments de disgrâce, alors qu'elle se poignarde avec une épée dans le ventre. Le panneau est le deuxième de Lucrèce par Dürer, après un dessin de 1508 très similaire. La composition antérieure, dessinée à l'encre avec lavis sur papier, se trouve au musée Albertina, à Vienne.
Sa blessure n'est pas au centre de son ventre, comme dans le dessin de 1508, mais sous son sein droit, faisant écho à la blessure de la lance du Christ. Les critiques ont mentionné à quel point l'acte est dépourvu d'effusion de sang, sans aucune éclaboussure sur les draps de lit généralement associées à des traitements similaires de l'époque. Cependant, la peinture a été exécutée avec finesse, les coups de pinceau représentant les tissus particulièrement détaillés et composés d'une variété de pigments rouges, bleus et verts. La draperie blanche autour des hanches est un ajout ultérieur, datant d'environ 1600.
Les historiens de l'art ont tendance à ne pas le considérer comme l'un de ses meilleurs tableaux, et il est souvent comparé, défavorablement, à une œuvre similaire de Lucas Cranach l'Ancien. Cependant, les historiens de l'art voient le Dürer comme un traitement moins formel, plus introverti et soucieux d'affronter la mort et de mourir. Entre 1959 et 1960, Alberto Giacometti réalise une Esquisse d'après la Lucrèce de Dürer au stylo à bille sur papier.
Son visage porte des éléments d'idéalisation, même si elle est présentée comme une vraie femme. Son expression, presque identique au dessin de 1508, est difficile à interpréter, car elle ne contient aucune passivité, chasteté ou des regards obliques sournois habituellement associés à ses représentations contemporaines. On lui donne une pose monumentale et sculpturale, mais sans le sens de la sensualité païenne présente dans son Adam et Eve de 1507 du Musée du Prado, à Madrid. Les critiques ont fait des remarques défavorables sur son expression aigre, sa silhouette anormalement allongée et disproportionnée et sa pose contrapposto inconfortable. Le tableau a été décrit comme l'une des œuvres les plus impopulaires de Dürer, de nombreux historiens de l'art, dont Max Friedländer et Erwin Panofsky, commentant défavorablement des qualités apparentes telles que « l'austérité et la maladresse »,. L'historienne de l'art Fedja Anzelewsky l'a décrite comme « une parodie plutôt qu'une exaltation de la figure féminine classique ».
La chercheuse féministe Linda Hults observe comment « il y a une qualité mécanique dans le geste suicidaire de Lucrèce ; il semble fonctionner indépendamment de son expression faciale, et il ne semble pas nécessiter l'aide de son autre bras, qui est étrangement placé derrière son dos ».